# Roma Doniec-Krzemień
Roma Doniec-Krzemień – muzyk, nauczycielka w Zespole Państwowych Szkół Muzycznych im. Mieczysława Karłowicza w Krakowie

## Życiorys
Jej rodzina pochodzi z Bieńczyc. Babcia była miejscową położną, a ojciec grał w orkiestrze. Ukończyła szkołę muzyczną. Razem z siostrą Joanną Kwiecień-Wcisło debiutowały w 1965 roku podczas Estrady piosenki w Zakładowym Domu Kultury HiL. W 1968 roku siostry Doniec zajęły III miejsce na Festiwalu Piosenki Żołnierskiej. W 1966 roku rozpoczęła pracę w ZDK HiL. W latach 1966–1974 prowadziła grecki zespół Sirtraki. Należały do niego dzieci uchodźców greckich, którzy mieszkali w Nowej Hucie po zakończeniu wojny domowej w Grecji. W 1970 i 1971 zespół zajął I miejsce podczas corocznych festiwali zespołów greckich.
W 1986 roku założyła zespół Promyki Krakowa. Pełni funkcję kierownika artystycznego zespołu. Od 1992 roku działa przy Szkole Muzycznej im. M. Karłowicza w Krakowie, a w zespole grają i śpiewają uczniowie i absolwenci szkoły.

## Nagrody i odznaczenia
- 2007:  Honoris Gratia[5]
- 2009: Krakowianka Roku 2008 za działalność na rzecz promocji miasta Krakowa[6][7]